# Bernt Hugenholtz
Peter Bernt Hugenholtz (Leiden, 1955) is een Nederlands jurist en hoogleraar in informatierecht aan de Universiteit van Amsterdam.
Hugenholtz studeerde in 1980 af in de rechten aan de Rijksuniversiteit Groningen en promoveerde in 1989 aan de Universiteit van Amsterdam met een proefschrift over de bescherming van databases. Hij was van 1990 tot 1998 advocaat en is sinds 1998 werkzaam bij de Universiteit van Amsterdam.
Hugenholtz was directeur van het Instituut voor Informatierecht aan de Universiteit van Amsterdam. Samen met Paul Goldstein publiceerde hij het standaardwerk International copyright: principles, law and practice.